# Carl Wilhelm Moritz
Carl Wilhelm Moritz (* 7. Dezember 1811 in Berlin; † 18. Oktober 1855 ebenda) war ein deutscher Hofinstrumentenbauer und Inhaber einer Manufaktur für Blasinstrumente.

## Leben
Er war der Sohn von Johann Gottfried Moritz, dem Erfinder der Bass-Tuba mit fünf Ventilen, für welche dieser zusammen mit Wilhelm Wieprecht das Patent erhielt. Im Jahr 1835 erhielt C. W. Moritz von Wilhelm Wieprecht, der aufgrund seiner Verdienste um die Blasinstrumente zum Direktor des königlichen Gardemusikkorps ernannt wurde, den alleinigen Auftrag, barocke Pauken sowie Militärtrommeln anzufertigen, die dann im Zuge der Reformierung der Militärmusik eingesetzt wurden. Hierbei entwickelte Moritz einen neuen, kupfernen Paukenkessel mit dünneren Wandstärken als bisher üblich und mit einer größeren Anzahl sowie einer von ihm neu berechneten Anordnung der Stimmschrauben. Am 8. Mai 1838, anlässlich eines Besuchs des Zaren Nikolaus I. in Berlin, wurden diese Pauken bei einem Konzert mit 1.000 Musikern und 200 Tambouren aus allen Berliner Musikkorps erstmals eingesetzt. Die Instrumente wurden nur in den königlichen Berliner Militärmusikkorps und am königlichen Hof verwendet.
Originale Pauken und Trommeln von Moritz sind heute nur noch in Museen erhalten. Carl Wilhelm Moritz erfand, wie sein Vater, ebenfalls eine Reihe von neuen Blasinstrumenten, u. a. eine Tuba in Tenorlage und ein tiefes Fagott. Nach seinem Tod führten seine Söhne Johann Carl Albert (1839–1897) und Carl Wilhelm Theodor (1837–1872) den väterlichen Betrieb und den Bau von Instrumenten weiter und fertigten für die Aufführungen der Opern Richard Wagners Basstrompeten (1866) sowie Kontrabass-Posaunen für die Ring-Inszenierungen an. Auch die Moritz’sche Konstruktion einer Waldhorntuba, der sogenannten Wagnertuba, ging auf die Anregung Richard Wagners zurück.
Im Jahre 1955, als Folge der beiden Weltkriege und der sich im In- und Ausland entwickelnden Konkurrenz, wurde die Firma Moritz in Berlin aufgelöst. Die Instrumentenbauer-Familie Moritz war von 1808 bis 1955 tätig.